# Römischer Gutshof von Eigeltingen
Der Römische Gutshof von Eigeltingen ist eine konservierte Villa rustica, ein römisches Landgut aus dem 1. Jahrhundert, das mindestens bis in das 3. Jahrhundert existierte.

## Lage

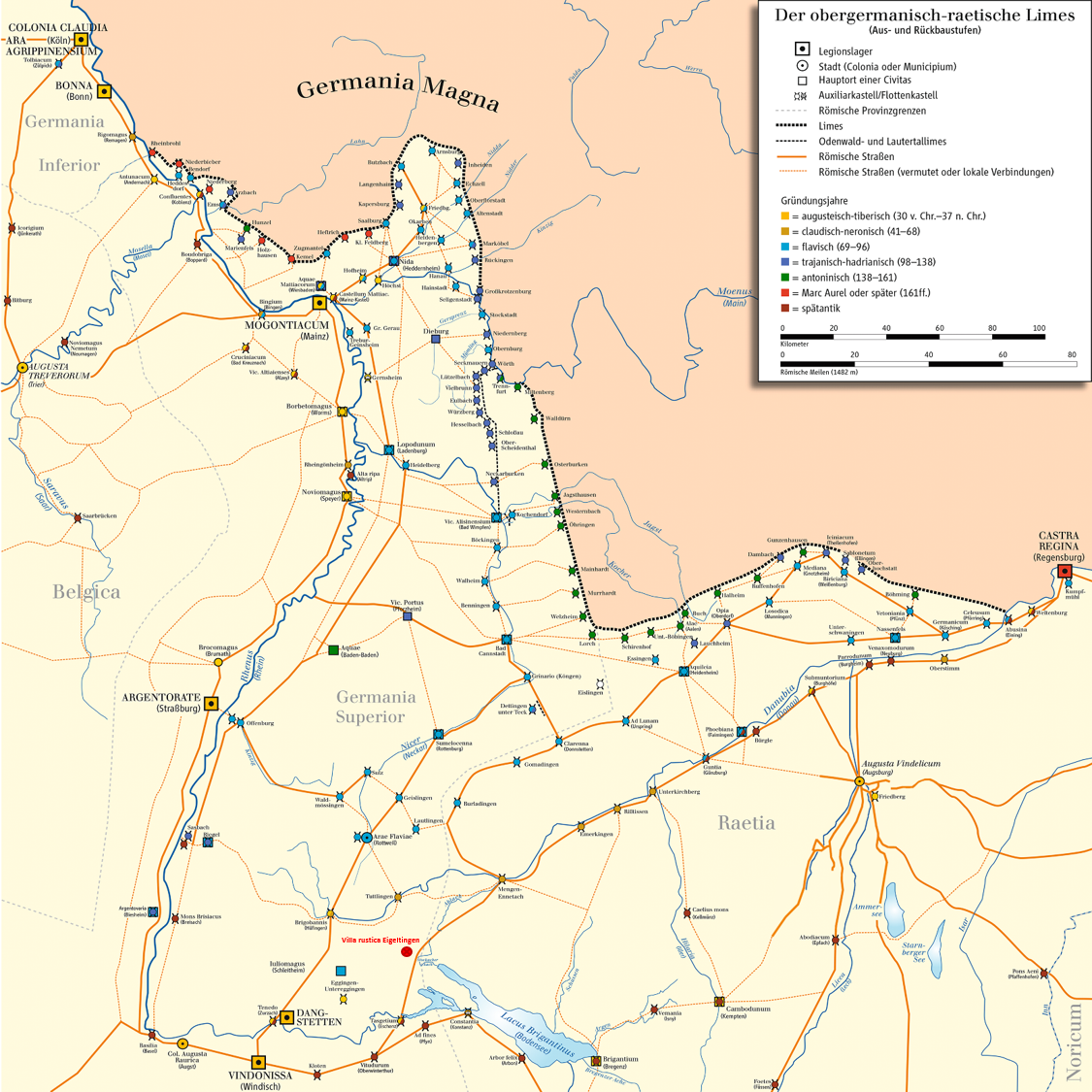
Lage des Gutshofs in der Provinz Germania superior (rote Kennzeichnung)

Die Freilichtanlage im östlichen Teil des Hegaus umfasst auf einer Fläche von etwa einem Hektar drei Gebäude. Sie befindet sich auf einer Höhe von 550 m ü. NHN im Gewann „Erbentsäcker“, rund anderthalb Kilometer nordöstlich der Gemeinde Eigeltingen im baden-württembergischen Landkreis Konstanz in Deutschland. Etwa einen Kilometer nordöstlich liegt der Römische Gutshof von Homberg.

## Ausgrabungen
Bereits 1859 wurde bei der Arbeit an einem Feldweg der Silvanus-Altar (siehe unten) entdeckt, der in 60 cm Tiefe mit der Unterseite nach oben im Erdreich steckte. Bereits zuvor war man in diesem Bereich auf Steinfundamente gestoßen, die es nahelegten, dort einen antiken Gutshof zu vermuten. Dennoch diente die Anlage bis 1928 immer wieder als Steinbruch. 1940 zeichneten sich östlich des Haupthauses Linien im trockenen Gras ab. Sie wiesen auf Mauern weiterer Gebäude hin. Durch Luftaufnahmen des Landesdenkmalamts Baden-Württemberg konnten 1987 zwei große Nebengebäude genau lokalisiert werden.
1988 wurden die ersten wissenschaftlichen Probegrabungen durchgeführt. Sie zeigten, dass die Mauern des Haupthauses in den Schutthügeln teilweise noch bis zu fünf Meter hoch erhalten, von den Nebengebäuden aber nur noch wenige Steinlagen vorhanden sind. 2001/2002 wurden unter Führung des Kreisarchäologen und des Landesdenkmalamts Baden-Württemberg mit Hilfe interessierter Laien die Mauern eines Wirtschaftsgebäudes vollständig archäologisch untersucht.

## Die Anlage
In einem solchen Gutshof lebten bis zu 40 Personen, oft Militärveteranen oder Kolonisten, die auf einer Fläche von rund 100 Hektar Ackerbau und Viehzucht betrieben. Mit ihren Überschüssen sicherten sie die Versorgung der Bevölkerung in den Städten und des Militärs.

### Haupthaus

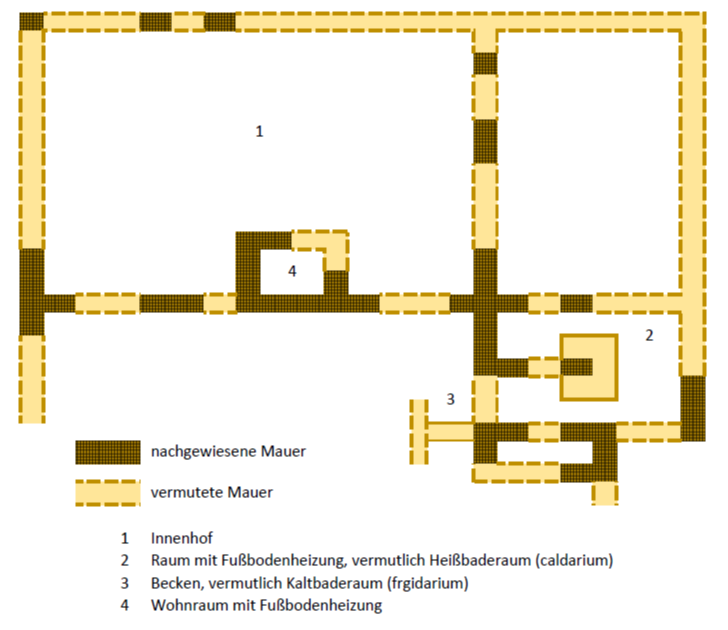
Schematisierter Grundriss des Haupthauses

Das nach Süden ausgerichtete, fast 1.500 Quadratmeter (mind. 46 × 32 m) große Steingebäude besaß eine Vorderfront mit einer von Säulen getragenen Eingangshalle sowie zwei vorspringenden Ecktürmen. In diesen mehrgeschossigen Ecktürmen und den Seitenflügeln, die sich um einen offenen Innenhof gruppierten, befanden sich die Wohnräume und die teils mit Fußbodenheizung (Hypokaustum) ausgestatteten Baderäume.
Auf einem rund 40 Zentimeter mächtigen Fundament aus Geröll und Bruchstein wurde eine 90 Zentimeter hohe und 1,2 Meter breite Grundmauer gesetzt, die die etwas schmalere aufsteigende Mauer trug.
Heute ist das Gebäude mit einer Humusschicht vor Schädigungen durch Bewuchs und andere Umwelteinflüsse geschützt und für künftige Generationen bewahrt. Es zählt trotz der Beschädigungen zu den besterhaltenen römischen Ruinen in Baden-Württemberg.

### Nebengebäude Ost

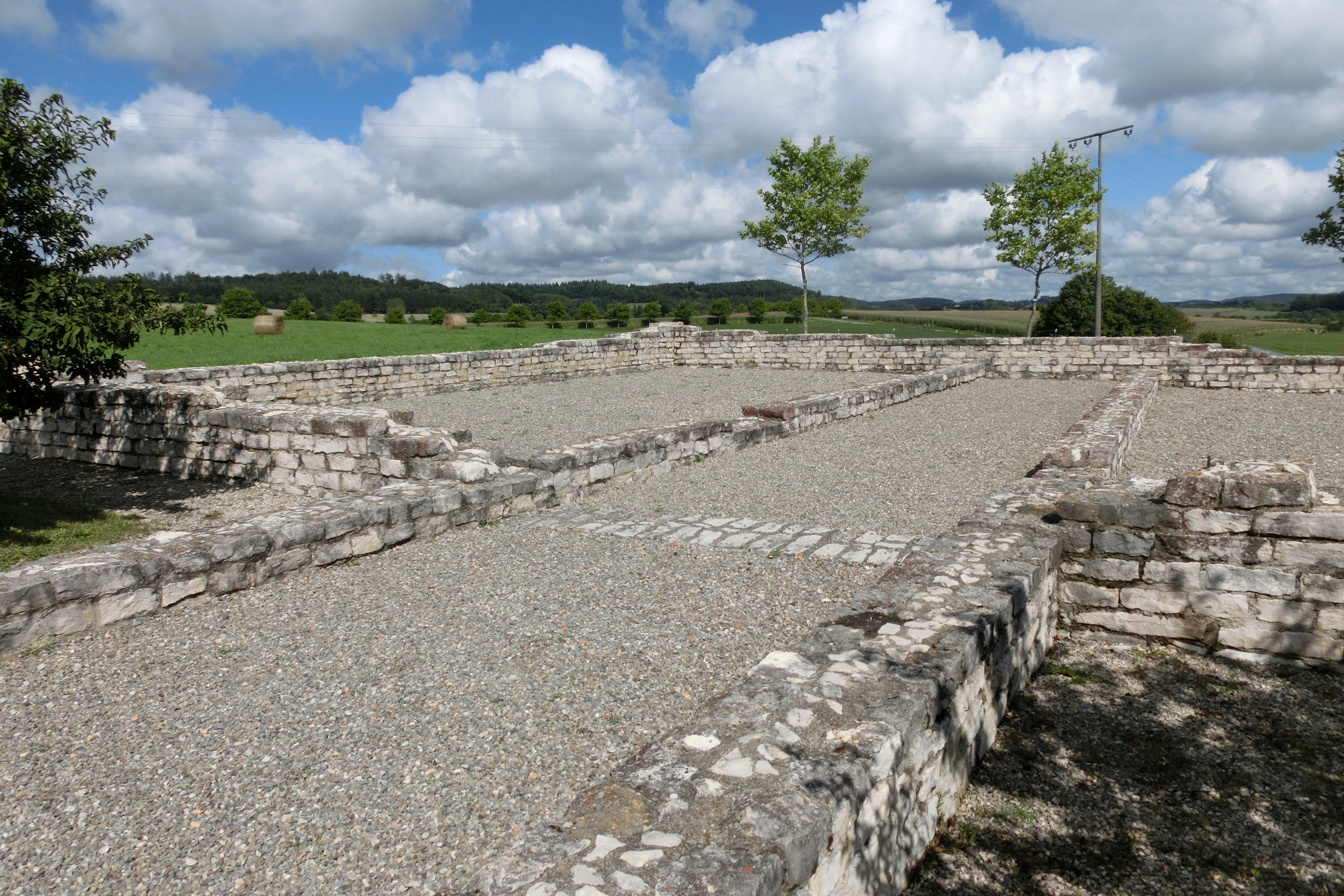
Nebengebäude Ost

Die Mauern des 324 Quadratmeter (19,5 × 16,6 m) großen und wohl 13 bis 15 Meter hohen Nebengebäudes wurden nach der Freilegung teilweise wieder hergestellt. Es handelte sich wohl um eine Scheune, in die man mit vollbeladenen Fuhrwerken einfahren und die Ernte direkt in die Speicher abladen konnte.
Das 80 Zentimeter breite aufsteigende Mauerwerk ruht auf einem etwas breiteren und rund einen Meter tiefem Fundament. Es ist in Zweischalentechnik errichtet: Zwischen die behauenen Außen- und Innensteine wurden mit Mörtel vermischte Steinbruchstücke eingebracht.
Neben 34 Fundamentgruben von Holzpfosten wurde in diesem Gebäude auch eine Bronzemünze von 170/171 entdeckt: Der in Rom geprägte Dupondius zeigt Kaiser Mark Aurel, der von 161 bis 180 römischer Kaiser war.

### Nebengebäude Nord
Das nordöstlich des Hauptgebäudes liegende Nebengebäude ist bisher noch nicht ausgegraben und seine Funktion daher nicht bekannt.

### Weihestein

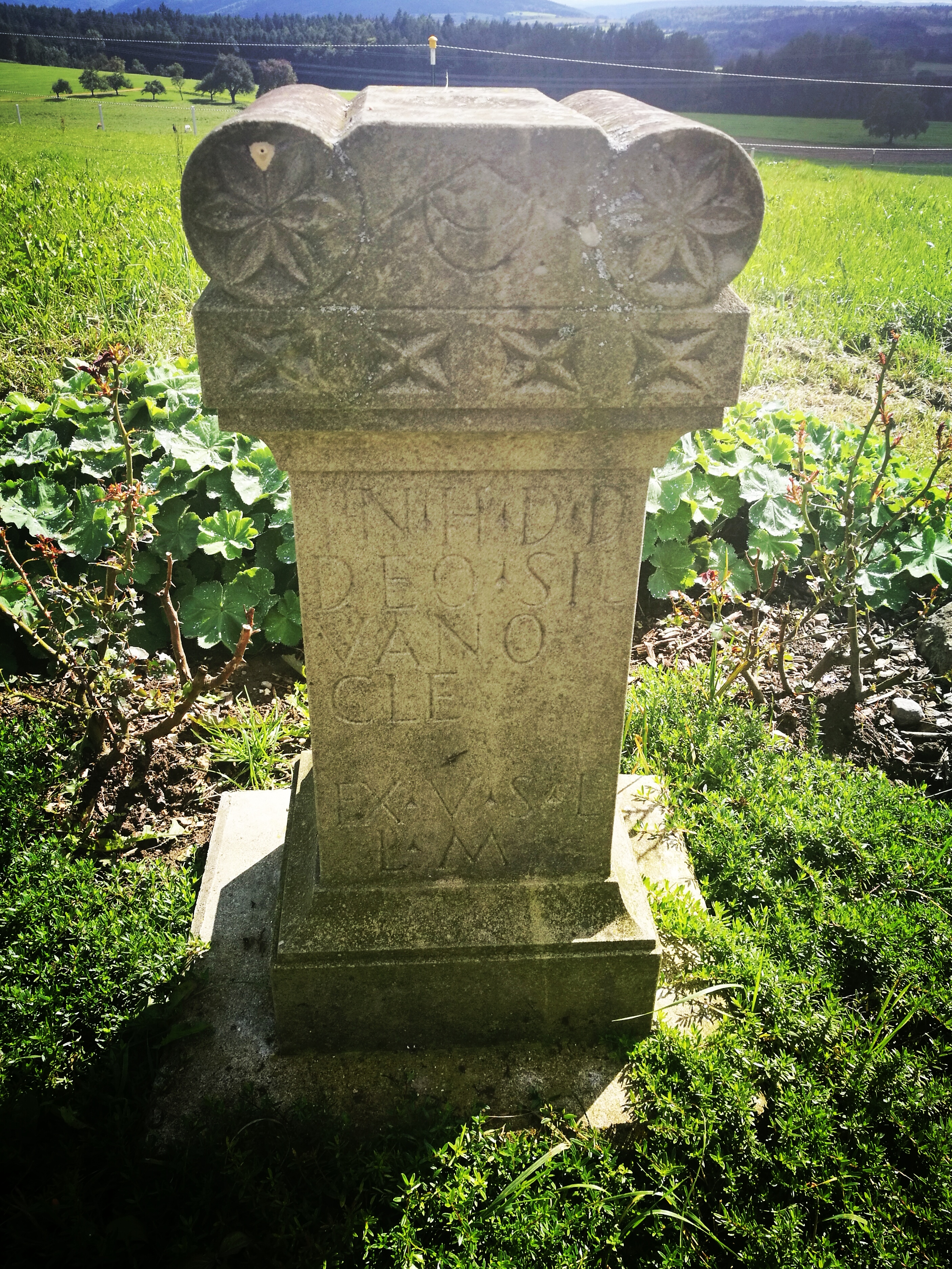
Dem Silvanus gewidmeter Weihestein

Der 1859 gefundene 71 cm hohe und 31 cm breite Votivstein aus Sandstein ist Silvanus, dem römischen Gott der Hirten und Wälder, geweiht. Ein Mensch, dessen Name darauf nur unvollständig erhalten ist (Cle[...]) hatte wohl gelobt, einen Altar zu errichten, wenn ihm Silvanus in einer (nicht weiter genannten) Situation beistehen werde, und dieses Gelübde später tatsächlich eingelöst.
Die zweite Hälfte der vierten Zeile und die komplette fünfte Zeile sind später ausgemeißelt worden, wie man sonst es etwa von der Damnatio memoriae kennt (für die bei einem privaten Weihestein aber kein Anlass besteht). Vermutlich wollte eine andere Person den Namen des ursprünglichen Stifters ausmeißeln und den Altar unter eigenem Namen erneut der Gottheit weihen. Daran ist sie jedoch aus nicht bekannten Gründen gehindert worden, denn die ersten drei Buchstaben des originalen Namens sind stehen geblieben und Spuren einer zweiten Beschriftung finden sich nicht. Die Rekonstruktion des ursprünglichen Namens ist anhand des erhaltenen Teils nicht eindeutig möglich. Für einen typischen mit „Cle...“ beginnenden Namen wie „Cle[mens]“ oder „Cle[mentius]“ ist der freigemeißelte Raum zu groß. Entweder dort stand ein längerer Name wie „Cle[mentianus]“ oder aber ein zweiteiliger Name. Wenn man das „ex“ in der sechsten Zeile nicht als Teil der Schlussformel, sondern als Namen versteht, ließe sich zum Beispiel an „Cle[mentius Vind]ex“ denken; die Weihformel am Ende würde sich inhaltlich dadurch nicht verändern.
| Erhaltener Text IN • H • D • D DEO • SIL VANO CLE___ _______ EX • V • S • L L • M | Ergänzung des Textes IN • H(ONOREM) • D(OMUS) • D(IVINAE) DEO • SIL VANO CLE___ ______ EX • V(OTO) • S(OLVIT) • L(IBENS) L(AETUS) • M(ERITO) | Übersetzung Zu Ehren des göttlichen Kaiserhauses. Dem Gott Sil- vanus hat Cle(mentius?) ... sein Gelübde eingelöst, froh freudig und nach Gebühr |

## Denkmalschutz
Das Bodendenkmal „Römischer Gutshof von Eigeltingen“ ist geschützt als eingetragenes Kulturdenkmal im Sinne des § 2 des Denkmalschutzgesetzes des Landes Baden-Württemberg (DSchG). Nachforschungen und gezieltes Sammeln von Funden sind genehmigungspflichtig, Zufallsfunde an die Denkmalbehörden zu melden.

## Förderverein
Der im April 2004 gegründete Förderverein Römischer Gutshof Eigeltingen e. V. hat sich zum Ziel gesetzt, die bei archäologischen Untersuchungen freigelegten Mauerreste eines Nebengebäudes zu konservieren, das noch gut erhaltene Haupthaus nachhaltig zu schützen und das Gesamtdenkmal didaktisch mit Informationstafeln für Einwohner und Gäste der Region zu erschließen.